# Giuseppe Paupini
Giuseppe Paupini (né le 25 février 1907 à Mondavio, dans les Marches, Italie, et mort le 18 juillet 1992 à Rome) est un cardinal italien  de l'Église catholique du XXe siècle, créé par le pape Paul VI.

## Biographie
Giuseppe Paupini  étudie  à Fano et à Rome. Après son ordination, Bertoli fait du travail pastoral dans le diocèse de Fano et y est professeur au séminaire. Il entre en service au secrétariat de l'État en 1939. De 1947 à 1951, il est chargé d'affaires aux nonciatures du Nicaragua (en), du Honduras (en) et de Cuba (en). Paupini est nommé archevêque titulaire de Sébastopolis-en-Abasgia (de) en 1956 et est consacré le 26 février de la même année par Valerio Valeri avec comme co-consécrateurs Antonio Samorè et Vincenzo Del Signore (it). Il est envoyé comme internonce  en Iran (en) et administrateur apostolique d'Ispahan et comme nonce apostolique au Guatemala (en) et au Salvador et en Colombie (en). Il assiste au Concile Vatican II (1962-1965). 
Le pape Paul VI le crée cardinal lors du consistoire du 28 avril 1969. Paupini est grand pénitencier de 1973 à 1984. En 1987-1988 il est camerlingue du Sacré Collège. Paupini participe aux deux conclaves de 1978 (élection de Jean-Paul Ier et de Jean-Paul II).
Au cours du premier consistoire ordinaire secret pour la création de nouveaux cardinaux du pape Jean-Paul II du 30 juin 1979, il est élevé à l'ordre des cardinaux-prêtres, sa diaconie étant élevée pro hac vice comme paroisse. 

## Succession apostolique
Giuseppe Paupini a ordonné les évêques suivants :
- Évêque Humberto Lara Mejía (de), C.M. (1957)
- Évêque Angélico Melotto Mazzardo (de), O.F.M. (1959)
- Archevêque Héctor Rueda Hernández (es) (1960)
- Évêque Luis Francisco Irizar Salazar, O.C.D. (1961)
- Évêque Ciro Alfonso Gómez Serrano (de) (1961)
- Évêque Gregorio Garavito Jiménez (de), S.M.M. (1962)
- Évêque Alfonso Arteaga Yepes (de) (1962)
- Évêque Alfonso Uribe Jaramillo (es) (1963)
- Évêque Julio Franco Arango (de) (1964)
- Archevêque Miguel Ángel Arce Vivas (de) (1964)
- Évêque Arturo Salazar Mejia, O.A.R. (1966)
- Archevêque Félix María Torres Parra (es) (1966)
- Évêque Miguel Angel Lecumberri Erburu (de), O.C.D. (1966)
- Évêque Livio Reginaldo Fischione (de), O.F.M.Cap. (1966)
- Évêque Julián Mendoza Guerrero (de) (1967)
- Évêque Juan Eliseo Mojica Oliveros (de) (1967)
- Archevêque Leopoldo Teofili (1974)